# Стереум жорстковолосистий
Стереум жорстковолосистий (Stereum hirsutum (Willd.) Pers.) — вид грибів родини Стереумові (Stereaceae) роду Стереум (Stereum). Гриб класифіковано у 1800 році.

## Будова
Плодові тіла дрібні - 3-4 см в діаметрі, до 0,8 см товщиною, розташовані черепичасто, розпростерто-відгорнуті, з хвилястим краєм. Поверхня шапинок жорстковолосиста, сіра зі слабко виражено зональністю. Гіменофор гладкий, матовий, яскраво-жовтий, інколи зі слабким помаранчевим відтінком; у старих плодових тіл та при підсиханні вицвітає.
Споровий порошок білий. Спори 5-8 Х 2,5-3 мкм, циліндричні, гладкі, без кольору.

## Поширення та середовище існування
Росте на повалених деревах, сухих стовбурах дерев, пеньках та на живих деревах листяних порід, як виняток застрічається на ялинах та винограді. Розповсюджений по всій території України. Зустрічається в лісах, лісосмугах, а також на обробленій деревині протягом всього року. Викликає білу гниль, є сильним руйнівником деревини.

## Практичне використання
Неїстівний гриб.